# Merosargus apicalis
Merosargus apicalis är en tvåvingeart som beskrevs av Lindner 1935. Merosargus apicalis ingår i släktet Merosargus och familjen vapenflugor. Inga underarter finns listade i Catalogue of Life.